# Бург (Магдебург)
Бург (њем. Burg) град је у њемачкој савезној држави Саксонија-Анхалт. Једно је од 8 општинских средишта округа Јериховер Ланд. Према процјени из 2010. у граду је живјело 24.283 становника. Посједује регионалну шифру (AGS) 15086015, NUTS (DEE06) и LOCODE код.

## Географски и демографски подаци
Бург се налази у савезној држави Саксонија-Анхалт у округу Јериховер Ланд. Град се налази на надморској висини од 54 метра. Површина општине износи 164,0 km². У самом граду је, према процјени из 2010. године, живјело 24.283 становника. Просјечна густина становништва износи 148 становника/km².

## Међународна сарадња
| Мјесто   | Држава               | Врста сарадње | Од    |
| -------- | -------------------- | ------------- | ----- |
| Афанду   | Грчка                | партнерство   | 1990. |
| Колрејн  | Уједињено Краљевство | пријатељство  | 1994. |
|          | Француска            | партнерство   | 1990. |
| Касерес  | Шпанија              | пријатељство  | 1994. |
| Хорсхолм | Данска               | пријатељство  | 1994. |
| Тира     | Израел               | партнерство   | 2001. |
| Асен     | Холандија            | пријатељство  | 1994. |
| Извор    |                      |               |       |